# イソップ製菓
イソップ製菓株式会社（いそっぷせいか、旧：スガハラ製菓）は、熊本県天草市にある南蛮菓子の製造・販売会社である。
本渡市（現：天草市）大浜町に本拠を構えていたが、現在は天草市志柿町に移転し観光案内所を併設、現地での販売を開始した。
また、熊本県内の物産店の他、東京の銀座熊本館など全国の販売店への卸業も行っている。

## 概要
- 社名：イソップ製菓株式会社
- 創業：昭和24年3月

## 商品
- 天草南蛮羊羹
- 天草名物　あかまき
- 南蛮手巻菓子
- 南蛮手巻きロール (タルト)
- 熊本産小麦粉100％使用ロール